# Mistrzostwa Europy w Lekkoatletyce 1958 – bieg na 3000 m z przeszkodami mężczyzn
Bieg na dystansie 3000 metrów z przeszkodami mężczyzn był jedną z konkurencji rozgrywanych podczas VI mistrzostw Europy w Sztokholmie. Biegi eliminacyjne zostały rozegrane 20 sierpnia, a bieg finałowy 22 sierpnia 1958 roku. Zwycięzcą tej konkurencji został Jerzy Chromik. W rywalizacji wzięło udział szesnastu zawodników z czternastu reprezentacji.

## Rekordy
| Rekord świata     | Jerzy Chromik (POL)   | 8:32,0 | Warszawa, Polska  | 2.08.1958  |
| Rekord Europy     | Jerzy Chromik (POL)   | 8:32,0 | Warszawa, Polska  | 2.08.1958  |
| Rekord mistrzostw | Sándor Rozsnyói (HUN) | 8:49,6 | Berno, Szwajcaria | 28.08.1954 |

## Wyniki

### Eliminacje
Bieg 1
| Miejsce | Zawodnik          | Czas   | Uwagi |
| ------- | ----------------- | ------ | ----- |
| 1       | Siemion Rżyszczyn | 8:47,6 | Q CR  |
| 2       | Vlastimil Brlica  | 8:47,6 | Q     |
| 3       | Jerzy Chromik     | 8:49,2 | Q     |
| 4       | Hans Hüneke       | 8:50,6 | Q     |
| 5       | Olavi Rinteenpää  | 8:53,0 | Q     |
| 6       | Reidar Næss       | 8:53,6 | Q     |
| 7       | Manuel Alonso     | 8:56,2 | NR    |
| 8       | Hedwig Leenaert   | 9:09,6 |       |
| 9       | Eric Shirley      | 9:17,2 |       |

Bieg 2
| Miejsce | Zawodnik            | Czas   | Uwagi |
| ------- | ------------------- | ------ | ----- |
| 1       | Jeorjos Papawasiliu | 8:55,4 | Q     |
| 2       | Siergiej Ponomariow | 8:56,2 | Q     |
| 3       | Gyula Varga         | 8:58,4 | Q     |
| 4       | Hermann Bühl        | 9:01,8 | Q     |
| 5       | Lars Helander       | 9:04,8 | Q     |
| 6       | Bohumír Zháňal      | 9:09,4 | Q     |
| 7       | Walter Kammermann   | 9:17,2 |       |

### Finał
| Miejsce | Zawodnik            | Czas   | Uwagi |
| ------- | ------------------- | ------ | ----- |
| 1       | Jerzy Chromik       | 8:38,2 | CR    |
| 2       | Siemion Rżyszczyn   | 8:38,8 |       |
| 3       | Hans Hüneke         | 8:43,6 |       |
| 4       | Siergiej Ponomariow | 8:44,0 |       |
| 5       | Vlastimil Brlica    | 8:46,6 |       |
| 6       | Gyula Varga         | 8:48,4 |       |
| 7       | Lars Helander       | 8:50,2 |       |
| 8       | Jeorjos Papawasiliu | 8:55,4 | NR    |
| 9       | Olavi Rinteenpää    | 8:52,6 |       |
| 10      | Reidar Næss         | 8:54,6 |       |
| 11      | Hermann Bühl        | 9:03,0 |       |
| 12      | Bohumír Zháňal      | 9:24,4 |       |